# Loop Hero
『Loop Hero』（ループヒーロー）は、ロシアのインディーゲームスタジオFour Quartersが開発しDevolver Digitalより発売されたローグライクゲーム形式のRPG。

## 概要
死神の力により無限ループに陥った暗闇の世界が舞台で、プレイごとにランダム生成される環状の道を主人公が回り続けながら敵と戦いループを断ち切ることを目指す物語。主人公はプレイヤーが操作するわけではなく、主人公の移動や敵との戦闘は自動で行われる。プレイヤーは、冒険開始前に組んだトレーディングカードゲームのようなデッキからタイルを選択して使用することによりフィールドに変化を与えて主人公の冒険を補助していく。
開発チームは以前からプレイヤーが存在しないゲームのアイデアについて検討しており、その中で、プレイヤーがループの周りに何かを構築している間に小さな男がループから抜け出せなくなっているというアイデアが生まれた。この後に参加した2019年10月開催のゲームジャム「Ludum Dare」で「Start with nothing（何もないところから始める）」というテーマが発表されたことを受けて前述のアイデアを用いたゲーム『LooPatHerO』を制作したものの、出来はあまり良くなかった。しかしメンバーはアイデアに対する可能性を感じてデモ版を制作し、いくつかのフィードバックを得たうえでパブリッシャーのDevolver Digitalに売り込んだ結果、ともに開発が進められることになった。

## システム
前述のようにゲーム開始時に環状の道がランダム生成され、スタート地点のキャンプから主人公が自動的に進み続ける。主人公が回る方向はプレイごとに異なる。主人公が道の上の敵に接触すると戦闘が自動で開始され、敵を倒すとタイルまたは主人公の装備品が手に入る。フィールド上の敵の追加は主にゲーム内の1日が経過した時か主人公が1周した時に行われる。出現する敵はループ回数を重ねるごとに強くなる。
プレイヤーがフィールドに配置できるタイルは以下の5種類に大別され、決められた上限数以内で冒険前に選択する。配置されたタイルの組み合わせによっては新たなタイルがフィールド上に自動的に配置される。
- ロード - 道の上に配置するタイル。主に敵を出現させる効果がある。
- ロードサイド - 道に隣接する場所に配置するタイル。敵が出現するものと冒険を補助するものが含まれる。
- 景色 - 道や道のそば場所以外の場所に配置するタイル。主に主人公の能力を強化する効果がある。
- 特殊 - 上記に含まれないタイル。
- ゴールド - 上限数に関係なく1枚だけデッキに追加できる特別なタイル。強力な効果を発揮する。

タイル配置時や主人公が特定のタイル上を通過した時などに様々な資材が手に入る。資材を冒険前の拠点で消費することにより、回復薬の所持数増加や新規タイルの追加など冒険時に永続的に効果を発揮する要素が追加される。資材は主人公が冒険から撤退する際に持ち帰ることができる。撤退は任意のタイミングで行うことが可能だが、資材をすべて持ち帰れるのはキャンプにいる時のみで、移動中の撤退では全体数の60%、戦闘敗北時には30%のみとなる。
タイルを使用するごとに画面上のどくろのゲージが増加していき、溜まりきるとキャンプの場所にボス敵が登場する。ボスを倒すと別のチャプターが解放される。

## クラス
主人公は以下の3つのクラスのうち1つに就き、特有の能力を得る。初めに選択できるのはウォリアーのみだが、キャンプで要素をアンロックすることにより他のクラスが選択可能となる。
ウォリアー
標準的な能力を持つ。戦闘中には敵に与えるダメージが毎秒増加していく。
ローグ
武器を2つ持つことができ、武器種が同じ場合は能力が上乗せされる。敵への攻撃時にHPが一定量回復する「吸血」の能力をはじめから保持しているほか、一定確率でクリティカルヒットが発動する。
装備アイテムの出現方法が他のクラスと異なり、敵を倒した際に手に入る「トロフィー」の獲得状況に応じて、キャンプ到達時に各種アイテムと交換される。
ネクロマンサー
戦闘中にスケルトンを順次召喚して戦わせる。スケルトンの能力や種類は装備アイテムにより変化する。最大HPが低めで防具の装備ができないが、戦闘開始時に毎回「エナジーシールド」が張られ一定のダメージを耐えることができる。

## 評価
- The Game Awards 2021（英語版） 「Best Indie」ノミネート[5]